# Пуэрто-Рико на летних Олимпийских играх 1948
Пуэрто-Рико принимало участие в Летних Олимпийских играх 1948 года в Лондоне (Великобритания) в первый раз за свою историю, и завоевало одну бронзовую медаль. Это первая олимпийская медаль Пуэрто-Рико.

## Медали
Бронза
- Бокс, мужчины — Хуан Эвангелиста Венегас.

## Состав сборной
Пуэрто-риканская сборная состояла из 9 спортсменов, все — мужчины, которые соревновались в 3 видах спорта:
- бокс
- лёгкая атлетика
- стрельба.

Младшим участником сборной был 19-летний Хуан Венегас, старшим — 38-летний стрелок Мигель Барасорда. Знаменосцем был Хосе Висенте.

## Результаты

### Бокс
В категории до 54 кг  Хуан Эвангелиста Венегас благополучно прошёл первых троих соперников, но в полуфинале по очкам уступил венгру Тибору Чику. В бою за третье место победил испанца Альваро Висенте и тем самым завоевал бронзовую олимпийскую медаль.

### Стрельба
Соревнования прошли со 2 по 6 августа; командного зачёта не было, только личное первенство.
| Соревнование                       | Спортсмен        | Квалификация | Квалификация | Финал | Финал |
| Соревнование                       | Спортсмен        | Очки         | Место        | Очки  | Место |
| ---------------------------------- | ---------------- | ------------ | ------------ | ----- | ----- |
| Малокалиберная винтовка лёжа, 50 м | Джордж Джонсон   | 590          | 25           | —     | —     |
| Пистолет, 50 м                     | Мигель Барасорда | 501          | 39           | —     | —     |